# Sarah Khouiled
Sarah Khouiled (sinh ngày 8 tháng 12 năm 1992) là một cầu thủ bóng ném đội tuyển quốc gia Algérie đã nghỉ hưu, hiện đang làm huấn luyện viên cá nhân ở Hungary.
Khouleid được sinh ra ở Hungary với cha là người Algeria và mẹ là người Hungary; cô ấy có cả hai quốc tịch Algérie và Hungary. Một sản phẩm của hệ thống thanh thiếu niên của Győri ETO KC (2006-2009), Khouiled đã ra mắt lần đầu tiên trong Veszprém Barabás KC vào năm 2010. Với màn trình diễn của mình, cô đã thu hút sự chú ý của Liên đoàn bóng ném Algeria và nhận được lời mời trong đội tuyển quốc gia cho Giải vô địch bóng ném châu Phi năm 2012, nơi Algérie cuối cùng đã về thứ tư. Cô cũng đại diện cho Algérie tại Giải vô địch bóng ném nữ thế giới 2013 ở Serbia, nơi đội tuyển Algérie xếp thứ 22. Cô đã nghỉ hưu từ bóng ném vào năm 2015, kể từ đó cô làm việc như một huấn luyện viên cá nhân.